# Ракман, Имануэль
Раввин Имануэль Ракман, также Менахем Имануэль Ракман (ивр. מנחם עמנואל רקמן‎, 24 июня 1910, Олбани — 1 декабря 2008, Нью-Йорк, Нью-Йорк) — американский раввин, придерживавшийся современной ортодоксии, президент Раввинского совета Америки, вице-президент Иешива-университета. Президент Университета Бар-Илан с 1977 по 1986 год. Он занимал кафедры в крупных общинах, помогал привлечь внимание к тяжёлому положению отказников в тогдашнем Советском Союзе и пытался решить дилемму агуны, женщины, которая не может снова выйти замуж, так как не получила от мужа гет, требуемый религиозным указом о разводе, что позволило бы ей снова выйти замуж в соответствии с Галахой.

## Биография
Ракман родился 24 июня 1910 года в Олбани, штат Нью-Йорк. Окончил Талмудическую академию в 1927 году с отличием. Ракман попросил отсрочку на один год от учёбы в Колумбийском университете и целый год работал над смихой в Иешива-университете, где он был в шиуре раввина Моше Соловейчика. В следующем году он начал распределять своё время, проводя половину дня в Колумбийском университете, а другую половину в Иешива-университете. Он получил степень бакалавра Колумбийского университета в 1931 году и степень бакалавра права в 1933 году. В 1953 году ему была присуждена степень доктора философии Колумбийского университета. В это время он также учился и получил смиху в Теологической семинарии раввина Исаака Эльханана Иешива-университета, которая была вручена в 1934 году за подписью раввинов Бернарда Ревеля и Моше Соловейчика.
Ракман занимался юридической практикой в течение девяти лет до своей религиозной службы в армии. В течение этого периода он время от времени по выходным служил раввином в общинах в Глен-Ков и Линбруке, штат Нью-Йорк. Ракман поступил на службу во время Второй мировой войны в ВВС США в 1943 году в качестве капеллана. Он служил военным помощником специального советника Европейского театра военных действий по еврейским делам, где его опыт общения с людьми, пережившими Холокост, повлиял на его решение продолжать быть раввином.
Ракман был восьмым в своём роду за многие поколения, получившим сан раввина, но первым, кто зарабатывал на жизнь, служа раввином. Он сказал: «мой отец надеялся, что я продолжу семейную традицию, поскольку я смогу одновременно учиться еврейской традиции и зарабатывать на жизнь другим способом».
В 1950-х годах командование резерва ВВС США отказало раввину Ракману в допуске к секретной информации, назвав это «большим риском». В статье в The New York Times в 1977 году Ракман назвал своё несогласие со смертной казнью для Юлиуса и Этель Розенбергов и свою поддержку Пола Робсона факторами, повлиявшими на это решение. Получив возможность уйти в отставку или предстать перед военным трибуналом, раввин выбрал военный трибунал, где он был оправдан и вскоре после этого получил повышение от майора до подполковника.
Ракман служил раввином в Конгрегации Шаарей Тефила, затем в Фар-Рокавей, Куинс, которая предоставила ему пожизненный контракт в 1952 году. В 1967 году, после 20 лет работы в Шаарей Тфилла, он принял должность раввина синагоги на Пятой авеню на Манхэттене, сменив раввина Иммануэля Якобовица, который был избран главным раввином Объединённых еврейских общин Содружества. Он был избран своими коллегами президентом Совета раввинов Нью-Йорка в 1955 году. Он также занимал пост президента Раввинского совета Америки.
После поездки в Восточную Европу и Советский Союз в 1956 году в составе группы Раввинского совета Америки Ракман входил в группу раввинов Нью-Йорка, которые сообщили, что их опыт «приводит нас к печальному выводу, что иудаизм в России находится под серьёзной угрозой исчезновения», несмотря на улучшение положения советских евреев в предыдущие годы. Группа отметила, что условия для евреев в Польше были намного лучше, поскольку правительство активно поддерживало там дружеские отношения с еврейской общиной.
После публикации рассказа Филипа Рота «Защитник веры» в журнале The New Yorker в 1959 году Ракман написал письмо в Антидиффамационную лигу, обвинив Рота в пропаганде антисемитизма и спросив: «Что делается, чтобы заставить замолчать этого человека?»
В 1969 году Ракман похвалил ЛЗЕ, заявив, что во многих случаях «Лига защиты евреев продемонстрировала свою способность быть инструментом, в котором в настоящее время нуждается еврейская община».
В 1970 году он был назначен ректором Иешива-университета. Он был президентом Университета Бар-Илан с 1977 по 1986 год, сменив Макса Джеммера и сменив Михаэля Альбека, и занимал пост канцлера университета до своей смерти.
Ракман работал над решением ситуации с агунами, создав в начале 1990-х годов Бейт Дин Л’Баайот Агунот (Суд по проблемам скованных женщин), который аннулировал браки сотен женщин, предоставив им возможность вступить в повторный брак. Суд и его методология подверглись широкой критике со стороны других ортодоксальных раввинов, многие из которых отказались проводить брачные церемонии женщин, предыдущий брак которых был расторгнут этой формой аннулирования. Критика исходила от всего ортодоксального спектра: американская организация харедим Агудат Исраэль назвала галахическую основу суда «ложной», а главный раввин Великобритании Джонатан Сакс заявил, что решение Ракмана усугубило проблему, которую он пытался решить.

## Личная жизнь
Ракман женился на Рут Фишман в 1930 году. Раввин Лео Юнг, дядя невесты, возглавил церемонию, состоявшуюся в Еврейском центре на Манхэттене. Его сын, раввин Беннетт Рэкман, служит капелланом в аэропорту имени Джона Кеннеди.
Ракман умер в возрасте 98 лет 1 декабря 2008 года.